# Na Gosposvetskem polju
Na Gosposvetskem polju je drama Frana Saleškega Finžgarja.

## Osebe
- Zorko, abiturient iz Ljubljane
- Ivo, abiturient iz Maribora
- Vladimir, abiturient iz Gorice
- Stanko, abiturient iz Celovca
- Zvonimir, dijak iz Zagreba

## Vsebina
Zorko in Ivo obiščeta Gosposvetsko polje in vojvodski stol, občudujeta prelepo okolico, predvsem pa "prastari pomnik nekdanje naše slave", ko so očetje prosto volili svoje kneze. V njuno domoljubje se meša grenkost: razdvoj je uničil staro svobodo, na slovenskih tleh živi tujec, ki se njunemu rodu posmehuje in podpihuje razdor ... Približata se Vladimir in Stanko, tudi onadva sta se prišla poklonit grobovom očetov in pradedov. Dijaki se seznanijo, zdi se jim nadvse pomenljivo, da so se na tem svetem kraju kakor po čudežu sestali zastopniki vseh slovenskih dežel. Ta srečna okolnost v njihovih srcih razžari ljubezen do domovine, prisežejo si, da bodo s trdno voljo in zvestim srcem branili pravice svojega naroda. Tedaj se jim pridruži še Hrvat Zvonimir, tudi on gori v slovanskem domoljubju in je bridko presenečen, da na tleh nekdanje slavne gorotanske države sliši tujo govorico. Dijaki potožijo, da so tega krivi nasilni tujci, pa tudi domači izdajalci, predvsem plemstvo, ki se je izneverilo svojemu rodu in se potujčilo. Zvonimir z bridkostjo prizna, da imajo tudi Hrvatje isto usodo. Toda mladi rod ima zaupanje v lastno moč in v slovansko vzajemnost: treba bo v boj za brate, za dedno pravo, za dom, za jezik - najvažnejša pa je bratska sloga vseh slovanskih narodov! Obljubijo si, da bodo na veke složni, da bodo živeli in se radostno žrtvovali za srečo domovja, za to, da mu nekoč zasije dan prosvete in svobode; izdajalce, ki vlečejo s tujcem, pa naj doleti smrt! S sveto prisego na grobu slavnih dedov potrdijo svoj trdni sklep: sloga, prijateljstvo, boj, ki naj bo vzor prihodnjim rodovom, pod trobojnim praporom s svetim geslom miru in sprave: najprej zastava slave!